# Mike Burns
Mike Burns (født 14. september 1970) er en tidligere amerikansk fodboldspiller der blandt andet spillede i Viborg FF i Danmark. Han var også professionel i Major League Soccer i hjemlandet hos New England Revolution, San Jose Earthquakes og Kansas City Wizards.
Burns spillede 75 kampe for USA's landshold, og deltog ved både VM i 1994 og VM i 1998.